# Jelena Plotnikova

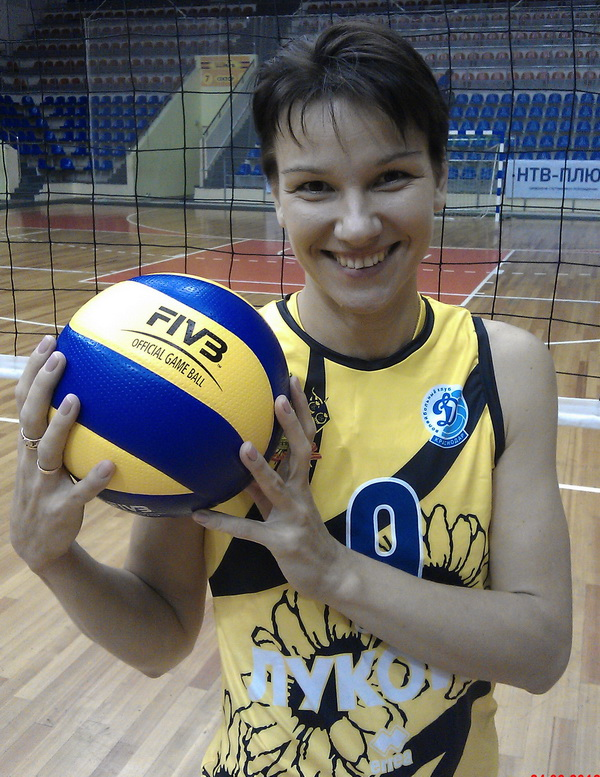
Jelena Plotnikova

Jelena Plotnikova, född 26 juli 1978 i Moskva, är en rysk volleybollspelare.
Plotnikova blev olympisk silvermedaljör i volleyboll vid sommarspelen 2004 i Aten.